# Kenneth M. Pollack
Kenneth Michael "Ken" Pollack (nacido 1966) es un antiguo analista de inteligencia de la CIA, experto en política de Oriente Medio y asuntos militares. Formó parte del personal del Consejo de Seguridad Nacional de los Estados Unidos y ha escrito diversos libros y artículos en relaciones internacionales.

## Formación académica
Pollack obtuvo un Bachelor of Arts por la Universidad Yale, en 1988, y obtuvo un doctorado por el MIT en 1996.

## Carrera en la administración
Ha desarrollado su carrera en diversos puestos en la administración. Desde 1988 hasta 1995, fue el analista en asuntos militares para Irak e Irán de la CIA. Estuvo un año como Director para asuntos de Oriente Próximo y el sur de Asia  con el Consejo de Seguridad Nacional de los Estados Unidos. En 1999, se unió al NSC como Director para asuntos del Golfo Pérsico. También sirvió dos periodos como profesor titular de la Universidad Nacional de Defensa.

## Sector privado
En su carrera fuera de la administración, ha trabajado para la Institución Brookings como director de investigación en su centro para la política de oriente próximo, anteriormente conocido Saban Center. Anteriormente trabajo para el Council of Foreign Relations (CFR) —Consejo de Relaciones Exteriores—; como su director de estudios en asuntos de seguridad nacional.  Ha escrito cuatro libros el primero de los cuales fue publicado en 2002. Su primera monografía, Árabes en guerra, examino la política exterior de seis naciones árabes en el periodo entre la Segunda Guerra Mundial y la Guerra del Golfo.

## Situación familiar
Pollack está casado con la conocida presentadora y periodista Andrea Koppel, hija del también periodista y presentador Ted Koppel.